# Svarta skammen

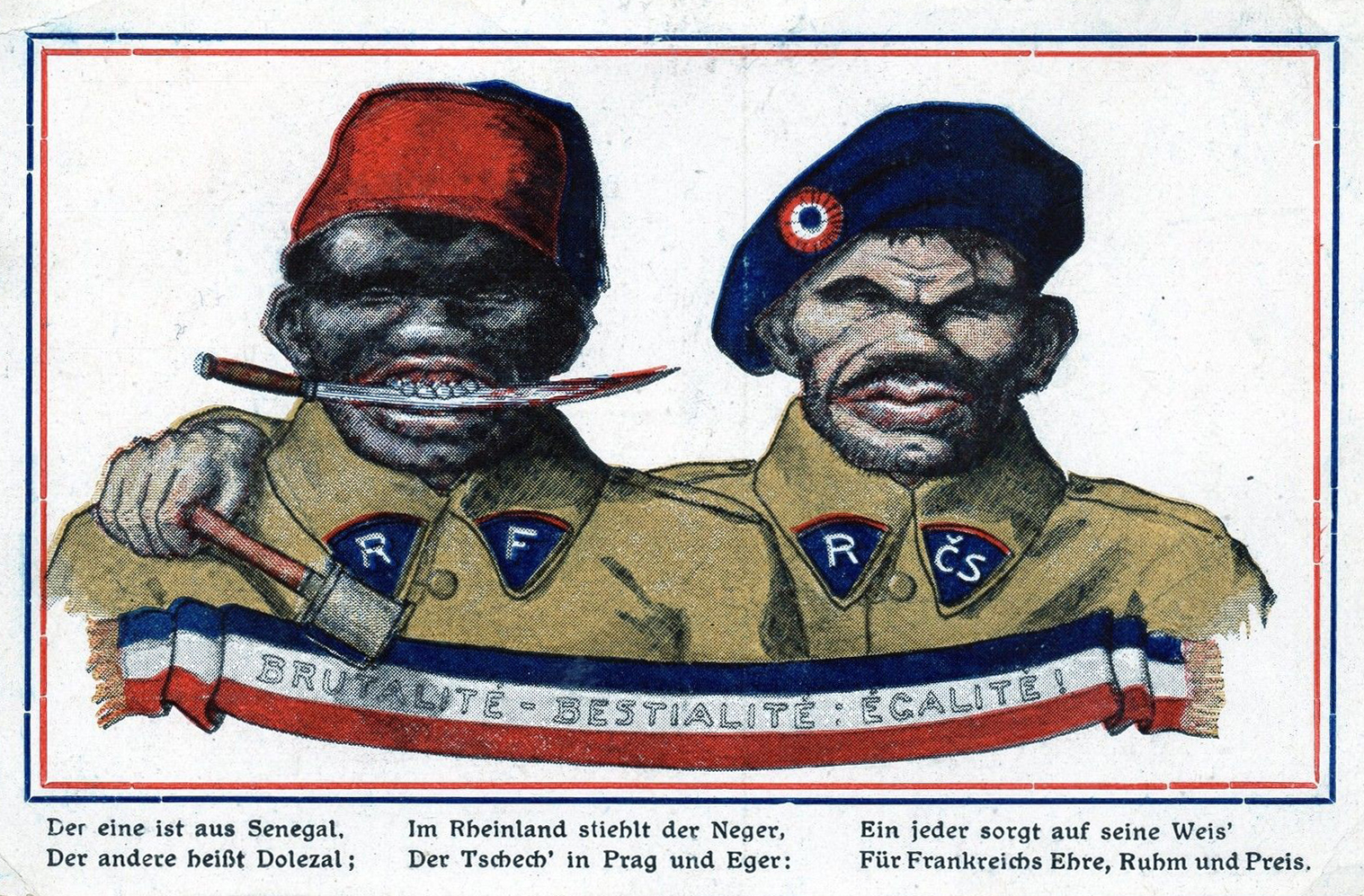
"Brutalité, Bestialité, Egalité" (brutalitet, bestialitet, jämlikhet). Tyska vykort tryckta i januari 1923. En senegales från den franska armén är avbildad tillsammans med en tjeckisk soldat.

Svarta skammen (Die schwartze Schande (am Rhein)), emellanåt Die schwarze Schmach (am Rhein)), är en benämning på en nationalistisk och rasistisk propagandakampanj som inleddes i Weimartyskland i början av 1920-talet för att fördöma franska kolonialtrupper, bestående av senegalesiska, marockanska och malagassiska soldater, för ockupationen av Rhenlandet. De färgade soldaterna anklagades för olika former av sexuella och brutala övergrepp, bland annat våldtäkt och lemlästning, mot den tyska befolkningen.
Propagandakampanjen uppstod i tyska högerextrema kretsar, plockades upp av regeringarna under Weimarrepubliken, och även om brittiska och amerikanska regeringar var avvaktande plockades konspirationsteorin upp av brittiska liberaler och feminister, bland annat Edmund Morel som förde en aktiv kampanj mot de senegalesiska soldater som var stationerade i Rhenlandet. Morel menade att de våldtog tyska kvinnor och spred syfilis liksom svarta barn. Bland annat historikern Peter Campbell har analyserat det paradoxala i kampanjen, där liberaler spred rasistisk retorik.
I Från Seine, Rhen och Ruhr: små historier från Europa skriver Elin Wägner, efter resor i det ockuperade Ruhrområdet, om ”dessa kvinnor, enkla arbetarhustrur, unga tjänsteflickor, kontorsflickor, fabriksflickor – det är de kategorier jag personligen kom i beröring med – vilka undergått ödet att brytas ner under och tjäna en okänd, mörkhyad soldat till verktyg och befrielse för hans lust.”

## Historia
Följande händelser har huvudsakligen beskrivits av den franko-ivorianska journalisten Serge Bilé, i hans bok Noirs dans les camps nazis. Boken har emellertid kritiserats av historiker som Joël Kotek, Tal Bruttman och Odile Morisseau, som pekar både på faktamässiga fel och bristande vetenskaplig stringens.

### Före första världskriget
Serge Bilé har i sin bok Noirs dans les camps nazis (ungefär "Svarta i nazistlägren") pekat på ett starkt tyskt motstånd mot rasblandning vid 1900-talets början. Nystiftade lagar förbjöd redan 1905 nybyggare i de tyska kolonierna i Afrika att gifta sig med svarta. Bröt man mot lagen förlorade både de och eventuella barn sina medborgerliga rättigheter. 1914 bodde ungefär 1 800 svarta och barn till blandade äktenskap i Berlin. Dessa kom i huvudsak från de blandade kolonierna. En första invandringsvåg kom via slavfartyg, en andra genom de "exotiska utställningar" som hölls, och en tredje var barn till svarta familjer som hade råd därtill att studera i Europa. Bilé pekar dock på att dessa 1800 personer var väldigt marginaliserade och dåligt ansedda. I och med Tysklands förlust i första världskriget förlorade man även sitt koloniala imperium.

### Propagandakampanjen
Förutom nederlaget med alla de moraliska och politiska konsekvenser som det innebar för tyskarna spred sig en känsla av förnedring, sprungen ur det faktum att de hade besegrats av en armé som inkluderade svarta soldater som, genom tillämpningen av Versaillesfördraget, deltog i ockupationen av Rhenlandet. Det var i den kontexten som rykten från tyska extremhögerns tidskrifter togs upp av Weimarrepublikens myndigheter som ett sätt att bestrida Rhenlandsockupationen. Den franska regeringen kritiserades för att vilja blanda upp den vita befolkningen med "primitiva folk". Den tyska regeringen försökte övertyga Frankrikes allierade i USA och Storbritannien om att Frankrikes uppträdande inte var värdigt en civiliserad nation.
Denna propaganda togs upp av anglosaxiska tidningar och väckte en stark och upprörd allmän opinion. De regeringar man försökte påverka övertygades dock föga. I Frankrike ledde det dock till att regeringen, även om den avfärdade anklagelserna som förtal, gradvis kom att ersätta de koloniala trupperna i Rhen med grupper från Fastlandsfrankrike.

I Tyskland spreds propagandakampanjen av nationalistiska föreningar som Deutscher Fichte-Bund, en spridning som förstärktes genom filmer, teaterstycken, romaner och affischer (som särskilt betonade den sexuella och i ett fall till och med kannibalistiska läggningen hos kolonialtrupperna). En film producerades med titeln La Honte noire, en tidskrift skapades specifikt om händelsen, Die Nacht am Rhein ("natten på Rhen," med direkt hänvisning till den patriotiska låten Die Wacht am Rhein ). Karl Goetz, en fransk medaljmakare, skapade en serie medaljer om händelsen. I Weimarrepublikens riksdag ägde en rad debatter rum, om hälsoskäl och ära. Den socialdemokratiska utrikesministern Adolf Köster gick så långt som att fördöma "den sanitära fara som femtio tusen män av annan ras utgör för Tyskland och Europa" medan republikens president Friedrich Ebert bekräftade att 
| ” | det måste sägas till världen hur Rhenlandets invånare ser användningen av svarta trupper från den lägsta av kulturer, för att kontrollera en högkulturell befolkning och en stark ekonomi, som en attack mot den europeiska civilisationen. | „ |

 Utöver denna förnedrande ockupation pekade många på rädslan att blandade par och barn skulle tillkomma.
Det togs sedan upp av Adolf Hitler, som i Mein Kampf fördömde "tillströmningen av negerblod i Rhenlandet", där han såg en judisk manöver mot "den ariska rasen" och där han även tog upp kampen mot vad han kallade för rhenlandsbastarderna.

### Allen-rapporten
Efter kampanjen med dess negrofoba propaganda beställde det amerikanska utrikesdepartementet en rapport från general Henry Tureman Allen, chef för de allierade ockupationsstyrkorna i Tyskland. Den drog i februari 1921 följande slutsatser:
- antalet franska soldater med ”rent eller orent svart blod” uppskattades till 20 000. Den sista senegalesen lämnade Tyskland i juni 1920. Vid det datumet återstod bara ett malagassiskt regemente.
- 66 fall av våldtäkter på tyska kvinnor rapporterades till de franska myndigheterna. 38 anses vara bevisade. 32 var under utredning vid tidpunkten för rapporten.
- Även om antalet fall nog underskattats är hypotesen om massvåldtäkter som formulerats av den tyska högerpressen i själva verket falsk och visar sig vara en propagandakampanj huvudsakligen inriktad på amerikansk opinion. Syftet med denna kampanj var att skapa en brytning mellan franska och amerikanska allierade.[18]
- Apropå det stora antalet blandade barn: i genomsnitt ett barn per svart soldat under en närvaro av 18 månader, ett resultat av verklig attraktion mellan vissa tyska kvinnor och svarta soldater:[19] Many German women of loose caracter have openly made avances to the colored soldiers

### Politiska konsekvenser
Enligt Serge Bilé föddes 24 000 barn i förhållanden mellan svarta soldater och vita kvinnor. Detta antal bestrids av andra historiker. Lionel Richard uppskattar antalet till mellan 2 500 och 3 000, och Tina Campt mellan 16 000 och 18 000.
Det var inte många av dessa som kunde lämna Tyskland under 1930-talet, särskilt för att de föddes där och inte kände något annat land; ett litet antal flyttade till Frankrike eller till de tidigare tyska kolonierna.

### Svarta under det tredje riket
Majoriteten av de svarta som stannade kvar i Tyskland efter Weimarrepublikens fall utsattes för de rasistiska lagar som antogs i Nürnberg: deras pass och medborgerliga rättigheter fråntogs dem, men till skillnad från judarna kunde de fortsätta att leva relativt vanligt om de förblev diskreta. Barn av blandade förhållanden kallades nedsättande för "Rheinlandsbastarder". 1937 utfärdade regimen en lag som införde tvångssterilisering av barn till blandade par: hälften av dessa kom också att steriliseras. Massakrerna av de senegalesiska infanterifångarna 1940 har också beskrivits som en följd av denna propagandakampanj. Ingen svart ska dock ha deporterats på grund av sin hudfärg, utan på grund av exempelvis medlemskap i kommunistpartiet eller för motståndshandlingar. De svarta som var närvarande i olika koncentrationsläger, som i Buchenwald, var emellertid ofta offer för förnedringar relaterade till deras hudfärg.